# Docklands Studios Melbourne
Les Docklands Studios Melbourne sont des studios de tournage de cinéma et de télévision appartenant à l'État de Victoria. Ils sont situés à Melbourne, dans le quartier des Docklands (en) et les studios ont été inaugurés en avril 2004. De nombreuses émissions et séries ont été et sont enregistrées dans ces studios.
C'est l'un des trois principaux studios de cinéma australiens, les deux autres étant les Fox Studios Australia (Sydney) et les Village Roadshow Studios (Gold Coast).

## Historique
La construction a commencé en 2003 sur une parcelle de terrain fournie par le gouvernement victorien dans le quartier des Docklands (en). Les studios sont un partenariat entre le gouvernement victorien et un consortium privé, le Central City Studio Holdings,. Le complexe ouvre en avril 2004 sous le nom de Melbourne Central City Studios et cette année-là le film Hating Alison Ashley (en) est le premier film australien tourné dans les nouveaux studios. En 2005, le film Ghost Rider, est devenu la première production internationale dans les studios et avec un budget d'environ 120 millions de dollars. En novembre 2008, le consortium privé s'est retiré et le gouvernement victorien a pris le contrôle du complexe.
Le 11 octobre 2010, le complexe change son nom en Docklands Studios Melbourne, adoptant le nom couramment utilisé des studios. Le changement de nom fait suite à l'annonce d'un investissement de 10 millions de dollars du gouvernement victorien dans la nouvelle infrastructure des studios. La même année, le Nine Network annonce son intention de transférer sa production télévisuelle aux Docklands Studios, à la suite de la fermeture de son installation de Bendigo Street, à Richmond.
En août 2019, il est annoncé que deux séries télévisées, Shantaram pour Apple TV+ et Clickbait pour Netflix seront filmées dans ces studios. En octobre 2019, il annonce que Dick Cook Studios, fondé par l'ancien président de Walt Disney Studios, Dick Cook, va établir sa base en Asie-Pacifique aux Docklands Studios. Ses deux premiers projets sont deux films d'aventure fantastique basé sur la série de livres, L'Apprenti d'Araluen (Ranger's Apprentice) de John Flanagan, et Les Secrets de l'immortel Nicolas Flamel : L'Alchimiste (The Alchemyst: The Secrets of the Immortal Nicholas Flamel) de Michael Scott.
Le gouvernement victorien a dévoilé des plans pour construire un nouveau plateau de tournage dans le complexe, pour permettre aux studios d'accueillir des superproductions à grande échelle tout en fournissant des installations de classe mondiale pour des projets télévisés et cinématographiques plus petits. Le stage 6 coutera 46 millions de dollars et doit ouvrir ses portes à la fin de 2021,.

## Organisation du studio
Le complexe comprend six plateaux de tournages :  
- Stage 1, de 2 323 m2
- Stage 2, de 1 394 m2
- Stage 3, de 929 m2
- Stage 4, de 929 m2
- Stage 5, de 743 m2
- Stage 6, de 3 700 m2 sera inauguré en 2021[17]

## Tournages
Sauf indication contraire, les informations mentionnées dans cette section peuvent être confirmées par la base de données cinématographiques IMDb,  présente dans la section « Liens externes ».

### Films
- 2005 : Hating Alison Ashley (en) de Geoff Bennett
- 2005 : The Extra (en) de Kevin Carlin
- 2006 : Le Petit Monde de Charlotte (Charlotte's Web) de Gary Winick
- 2007 : Ghost Rider de Mark Steven Johnson
- 2007 : Storm Warning (en) de Jamie Blanks
- 2008 : The Tender Hook (en) de Jonathan Ogilvie
- 2009 : Max et les Maximonstres (Where the Wild Things Are) de Spike Jonze
- 2009 : Prédictions (Knowing) d'Alex Proyas
- 2010 : Don't Be Afraid of the Dark de Troy Nixey (en)
- 2011 : L'Œil du cyclone (The Eye of the Storm) de Fred Schepisi
- 2011 : Killer Elite de Gary McKendry
- 2012 : Crawlspace de Justin Dix
- 2013 : Patrick de Mark Hartley (en)
- 2014 : I, Frankenstein de Stuart Beattie
- 2014 : Prédestination (Predestination) de Michael et Peter Spierig
- 2015 : Haute Couture (The Dressmaker) de Jocelyn Moorhouse
- 2015 : Opération Pingouins (Oddball) de Stuart McDonald
- 2016 : Lion de Garth Davis
- 2016 : The Legend of Ben Hall (en) de Matthew Holmes (en)
- 2017 : Berlin Syndrome de Cate Shortland
- 2018 : Brothers' Nest (en) de Clayton Jacobson (en)
- 2018 : La Malédiction Winchester (Winchester) de Michael et Peter Spierig
- 2018 : Upgrade de Leigh Whannell
- 2019 : The Wheel de Dee McLachlan (en)
- 2019 : Ride Like a Girl (en) de Rachel Griffiths
- 2019 : The Whistleblower (zh) (Chui shao ren) de Xue Xiaolu
- 2020 : The King's Daughter de Sean McNamara

### Télévision
- 2005 : Last Man Standing (en)
- 2006 : Rêves et Cauchemars (Nightmares & Dreamscapes)
- 2007-2009 : Satisfaction
- 2007-2010 : As the Bell Rings (en)
- 2010-2012 : Australia's Got Talent (téléréalité)
- 2010 : The Pacific
- 2010 : Demain, quand la guerre a commencé (Tomorrow, When the War Began)
- 2011-2016 : Winners & Losers
- 2012-2016 : Jack Irish (en)
- 2014 : MasterChef (téléréalité)
- 2014 : INXS: Never Tear Us Apart (en)
- 2015 : Childhood's End
- 2016 : Restoration (en) (téléfilm)
- 2017 : The Leftovers
- 2019 : Bad Mothers (en)
- 2019 : Preacher